# Rematholding
Rematholding este o companie care se ocupă cu reciclarea fierului vechi, din România.
Face parte din Grupul Rematholding, din care mai fac parte companiile Remat București Sud, Remat Vrancea și Remat Dâmbovița.
Grupul german Scholz deține 50% din acțiunile Remahholding, precum și 50% din Rematinvest.
Cifra de afaceri:
| Anul          | 2006 | 2005 | 2004 |
| ------------- | ---- | ---- | ---- |
| milioane euro | 70   | 38,7 | 19,2 |